# Belloa lehmannii
Belloa lehmannii là một loài thực vật có hoa trong họ Cúc. Loài này được (Hieron.) Anderb. & S.E.Freire mô tả khoa học đầu tiên năm 1991.